# George Young (Leichtathlet, 1937)
George L. Young (* 24. Juli 1937 in Roswell, New Mexico; † 8. November 2022 in Casa Grande, Arizona) war ein US-amerikanischer Leichtathlet, der bei den Olympischen Spielen 1968 die Bronzemedaille im 3000-Meter-Hindernislauf gewann.

## Karriere
Young war Student im Abschlussjahr an der University of Arizona, als er 1959 hinter Phil Coleman Zweiter der AAU-Meisterschaft im Hindernislauf wurde. 1960 nahm er an den Olympischen Spielen in Rom teil. Im zweiten Vorlauf belegte er den vierten Platz, die ersten drei Läufer erreichten das Finale. 1961 konnte sich Young mit 8:38,0 Minuten erstmals unter den zehn besten Läufern des Jahres in der Welt platzieren. 1962 gewann Young den ersten seiner drei US-Titel im Hindernislauf, die anderen beiden sollten 1965 und 1968 folgen. Bei den Olympischen Spielen 1964 in Tokio gelang Young als Drittem des zweiten Vorlaufs in 3:34,2 Minuten der Finaleinzug. Im Finale belegte er in 3:38,2 Minuten den fünften Platz.
1966 siegte Young bei der AAU-Meisterschaft im Drei-Meilen-Lauf. 1968 startete er bei den Olympischen Spielen in Mexiko-Stadt sowohl im Hindernislauf, als auch im Marathonlauf, nachdem er über beide Strecken amtierender US-Meister war. Über die Hindernisse qualifizierte er sich als Dritter seines Vorlaufs für den Endlauf. Dort gewann er in 8:51,8 Minuten die Bronzemedaille hinter den beiden Kenianern Amos Biwott und Benjamin Kogo, nachdem er auf der Zielgeraden gegen Kogo und den Australier Kerry O’Brien um die Medaillen gespurtet war, während außen Biwott das ganze Feld überholte. Im Marathonlauf belegte Young vier Tage nach dem Hindernisfinale den 16. Platz. Young stellte 1969 Hallenweltrekorde im Zwei-Meilen-Lauf und im Drei-Meilen-Lauf auf. Bei seinem vierten Olympiastart 1972 in München schied Young im Vorlauf über 5000 Meter aus.
Bei einer Körpergröße von 1,75 Meter betrug sein Wettkampfgewicht 67 Kilogramm. Young arbeitete nach seiner sportlichen Laufbahn als Sportlehrer und College-Trainer. Seit 1981 ist er Mitglied der Hall of Fame der US-Leichtathletik.

## Bestzeiten
- 3000 Meter Hindernis: 8:30,5 Minuten (1968)
- 1 Meile: 3:59,6 Minuten (1972)
- 5000 Meter: 13:29,4 Minuten (1972)
- Marathon: 2:30:48 Stunden (1968)